# 大木紀元
大木 紀元（おおき きげん、1940年 - ）はデザイナー。創造学園大学教授。群馬県出身。群馬県立高崎高等学校、武蔵野美術大学卒業。
大学在学中にダッコちゃんを手がけ、卒業後に大紀デザインを設立。
日本で初めて週刊誌にピンナップフォトページを導入した。また、電車の中吊りポスターを立体でデザインした。
FM・OZE解説員をつとめる。

## 主な受賞歴
- 第2回SDA賞
- 日経広告賞

## 主な著書
- 船場のアド・ワーク
- 日々の?! なるほど歳時記